# Geschiedenis van de technologie
De Geschiedenis van de technologie bestudeert de ontwikkeling door de eeuwen heen van de systematische en praktische toepassing van kennis, meer in het bijzonder de uitvinding van gereedschap en nieuwe technologie. Nieuwe kennis en technieken stelden de mens in staat nieuwe producten met nieuwe methoden te ontwikkelen. Technologie stelde de wetenschap in staat om nieuwe gebieden te verkennen.
Het begrip 'technologie' is voor het eerst gebruikt door Johann Beckmann in 1772.

## Algemeen
Hoewel sommige diersoorten werktuigen als stokjes en stenen gebruiken, is het begrip technologie aan de menselijke cultuur voorbehouden. Het gebruik van technologie zoals vuur en bewerkte stenen onderscheidt de mens van de (overige) dieren.
De technologische groei staat in direct verband met het verloop van de geschiedenis. Ging technologische ontwikkeling in het begin langzaam, tegenwoordig gaan de ontwikkelingen razendsnel. De band tussen technologie en de ontwikkeling van de maatschappij is niet alleen innig en wederzijds versterkend, maar ook wederzijds versnellend.

## Geschiedenis naar tijdsperiode

### Prehistorie

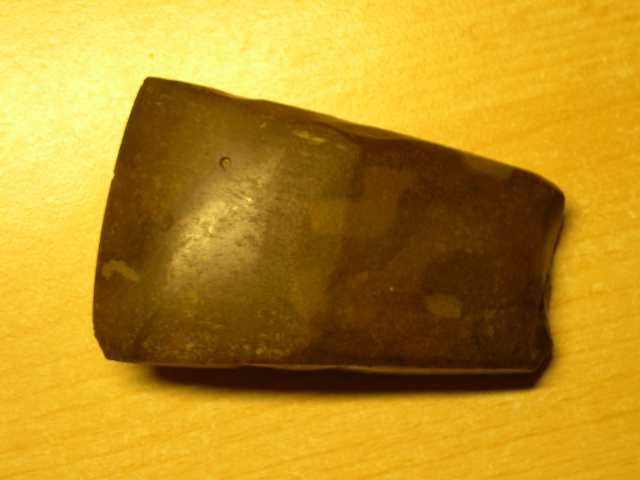
Stenen bijltje uit neolithicum gevonden in zuidwest Drenthe.

Vanuit archeologische vondsten kan men reconstrueren hoe de stand van de technologie was. De naamgeving uit het drieperiodensysteem : steentijd, bronstijd en ijzertijd is gebaseerd op het materiaal waaruit de vroege mens in deze drie opeenvolgende tijdperken zijn gereedschap vervaardigde.

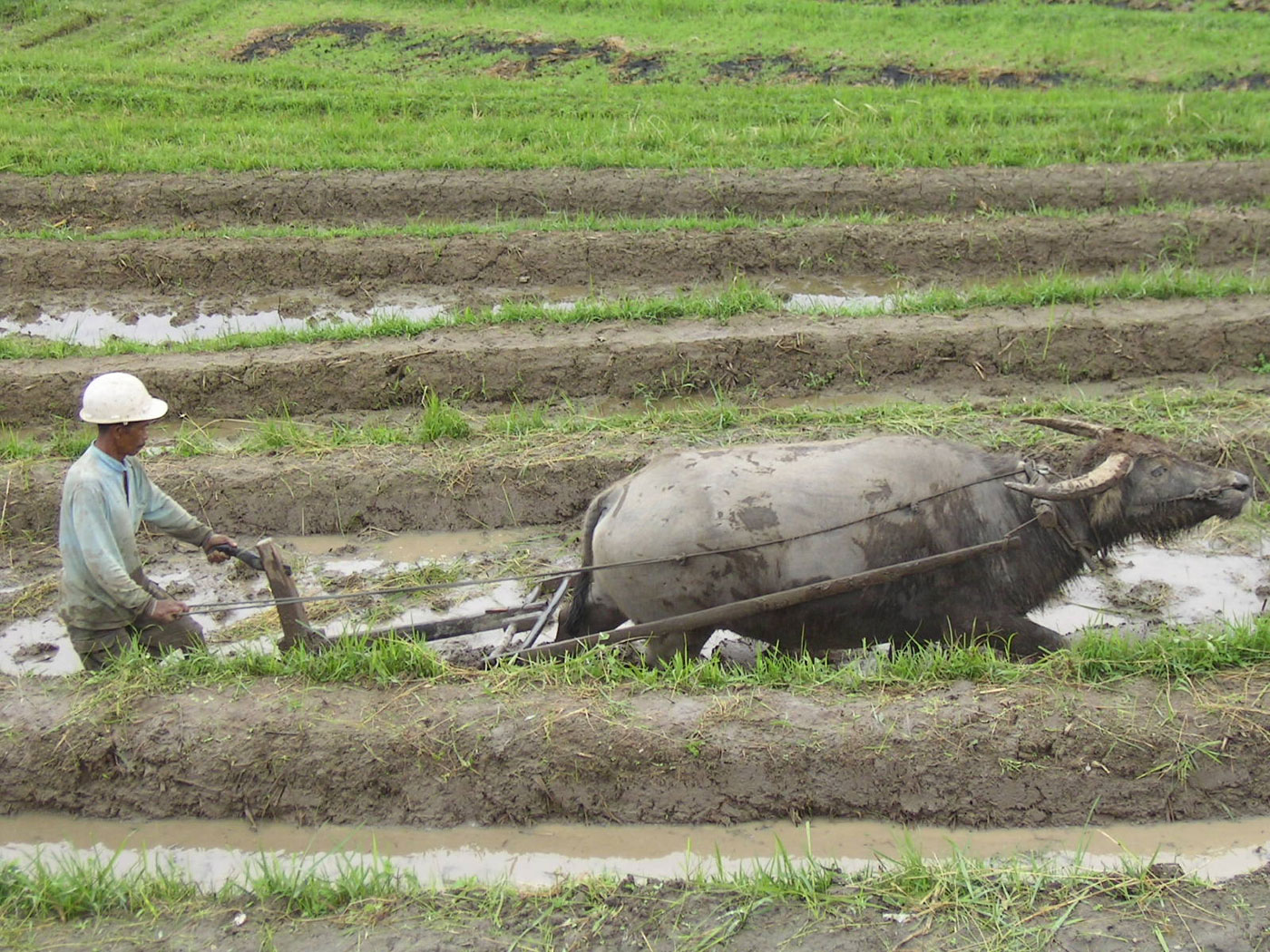
Landbouw kwam voor het schrift in de geschiedenis van technologie.

De ontwikkeling van landbouw in de Vruchtbare Sikkel in het Midden-Oosten zo'n 10.000 jaar geleden was een technologische doorbraak die het leven ingrijpend veranderde. Niet langer waren mensen zwervende jagers en verzamelaars, maar vestigden zij zich op een vaste plaats. Het feit dat de mens niet langer afhankelijk was van de toevallige beschikbaarheid van prooi of vruchten, niet langer totaal overvallen kon worden door slecht weer of wilde dieren, zorgden voor grote veranderingen in het menselijk bestaan. Betrouwbaardere voeding doet de leeftijd van de mens toenemen. Ontwikkeling van betere hulpmiddelen maakten dat meer land ontgonnen werd en de voedselbronnen rijker werden. Daardoor nam de bevolking in omvang toe.

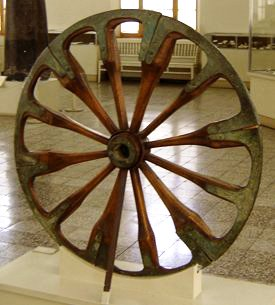
Het wiel, uitgevonden rond 4000 v.Chr, is een van de meest bekende en bruikbare technologieën. Dit wiel is te zien in het Nationale Museum van Iran, in Teheran.

Vele technologieën uit dit tijdperk die de mens ondersteunden zijn ons altijd bijgebleven en worden nog veelvuldig gebruikt. Vuurstenen maakten het mogelijk om naar believen vuur te maken. Met vuur kon klei gebakken worden tot primitieve baksteen voor potten en huizen.
De ontwikkeling van ovens maakte het mogelijk om brood te bakken. Betere ovens openden de weg naar zaken die meer hitte nodig hadden – eerst aardewerk, later metalen zaken. Brons en IJzer deden hun intrede, en daarmee metalen wapens en andere werktuigen ten behoeve van landbouw of zelfverdediging.

### Vroege culturen
Deze ontwikkeling had weer andere ontwikkelingen tot gevolg: door de landbouw was een verdere specialisatie mogelijk en kwamen er langzaam steden en gebieden met een vast bestuur op. Dit bracht op zijn beurt weer nieuwe technologieën voort: irrigatie, landmeetkunde, eenvoudige veredeling van planten. Sterrenkunde om het weer, de getijden van rivieren en de seizoenen te voorspellen. Later architectuur en de eerste inzichten in de natuurkunde om betere gebouwen op te richten, sterkere muren op te zetten, mooiere steden te bouwen.
Met de overstap van het jagende en trekkende bestaan op het agrarische en stedelijke bestaan, deed het idee van bezit zijn intrede. Een persoon die een stuk land bewerkte en bewoonde, kon dat land bezitten. Ruzies om bezit leidden tot oorlogen, maar ook tot de ontwikkeling van structuren om verhoudingen tussen mensen te regelen: een dorp kreeg dorpsoudsten die ruzies beslechten, een stadje had wellicht een koning, een sterke koning die andere steden en landerijen veroverde kon een land stichten en keizer worden.
Het staatssysteem dat hierna op sommige plekken (Egypte, Nabije Oosten, Indusbeschaving) in de wereld werd ingevoerd, maakte de weg vrij voor gespecialiseerde vaklieden en de introductie van nieuwe technologieën zoals eenvoudige astronomie, wiskunde, tijdberekening, het opstellen van een kalender en de ontwikkeling van het schrift. De invoering van dergelijke kennis maakte het ook mogelijk om op grote schaal handel te drijven, wat de specialisatie van het menselijk kunnen versterkte – en ook de ontwikkeling van wetenschap en technologie aanjoeg, zeker bij koninkrijken die sterk groeiden en economisch en militair succesvol waren.

#### Romeinen

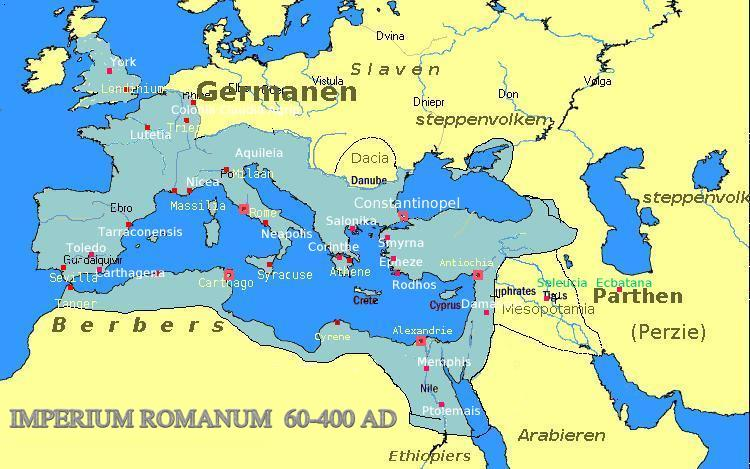
Het Romeinse Rijk (60 AD-400 AD)

### Klassieke oudheid

#### China
Niet alleen in Europa vinden dit soort ontwikkelingen plaats. De keizer Qin Shi Huangdi verenigt een aantal koninkrijken onder zich en vestigt het eerste keizerrijk China. Hij kon dit doen door de beschikbaarheid van sterke wapens en schilden, van karren om zijn manschappen snel mee te verplaatsen. Zijn keizerrijk vestigt orde en wetten. Ter verdediging van zijn rijk legt hij de eerste muren aan van de Chinese Muur – in recordtijd ommuurt hij zijn rijk met stevige muren van aangestampte klei, een techniek van muurbouw die zich ontwikkeld heeft in de dorpen die zich vaker moesten verdedigen tegen invallen. Zijn rijk houdt geschreven archieven bij, eerst op perkament en wastabletten, later op papier. Rode klei wordt gebruikt om potten en pannen te vervaardigen – keizer Chin zelf wordt begraven met als begeleiding een immens leger van soldaten, paarden en wagens die allemaal vervaardigd zijn uit terracotta.

### Europese middeleeuwen
Met de val van het Romeinse Rijk komt de technologische ontwikkeling in Europa vrijwel tot stilstand. Berusting en gezapigheid hadden het grootste keizerrijk ter wereld verzwakt en het kon geen weerstand bieden aan de immense instroom van gewapende vreemdelingen als gevolg van de volksverhuizingen vanuit het oosten. Het leven Noorden van Europa was soms niet veel verder dan het stenen tijdperk. Europa wordt langzamerhand gechristianiseerd. De steden waren in verval geraakt en moeten zich verdedigen tegen invallende Hunnen en Goten (5e en 6e eeuw), moslims (vanaf de 8e eeuw) en Vikingen (9e en 10e eeuw). Regelmatig wordt Europa getroffen door plagen, vaak afkomstig van mensen uit andere continenten. Het bekendst zijn de plagen onder keizer Justinianus I (542) en de Zwarte Dood in 1348. Toch weet Europa zich aan het einde van de middeleeuwen te ontwikkelen tot wereldleider. Dat is mede te danken aan de technologische vooruitgang op een aantal gebieden. Te noemen zijn:
– vanaf de 6e eeuw: ontwikkeling van de watermolen;
– vanaf de 7e eeuw: ontwikkeling van de ploeg;
– vanaf de 8e eeuw: ontwikkeling van het drievelden systeem multicropping: het vaker gebruiken van hetzelfde land voor meerdere gewassen (ook braakligging) en waardoor het grondgebied niet wordt uitgeput;
– vanaf de 9e eeuw: ontwikkeling van stijgbeugels, het hoefijzer en het zadel voor het berijden van een paard.
Vaak worden de uitvindingen gedaan buiten Europa, maar de Europeanen nemen deze over. In bijvoorbeeld het Romeinse Rijk en China heerste een gevoel van meerderwaardigheid, waardoor men niet bereid was om te leren van andere volkeren. In Europa worden imposante kathedralen gebouwd, getuigend van een goed mathematisch en bouwkundig inzicht.
Het wetenschappelijke en technologische centrum van de wereld ligt in deze tijd Alexandrië in Egypte en andere steden in het gebied van de opkomende islam. Arabische geleerden lezen in deze tijd de oude Griekse werken en borduren erop voort. De grote Arabische geleerden stichten de eerste universiteiten, zoals het Huis der Wijsheid en de latere Nizamiyyah in Bagdad, waar astronomie bedreven wordt en ook wiskunde. Zij maken verre reizen en brengen kennis mee terug uit de Indische koninkrijken. Het idee van het getal 0 komt hiervandaan en ook inzichten in architectuur en medicijnen.
Terwijl in Europa in de 9e eeuw kathedraalscholen worden gesticht en vanaf 11e eeuw onder leiding van de paus in Rome universiteiten worden gesticht, wordt wetenschappelijke vooruitgang in de Arabische landen in toenemende mate afgeremd. In China worden muren opgetrokken om de Hunnen verder buiten te houden. Tempels worden gebouwd en China bouwt schepen waarmee de Indische Oceaan verkend wordt. Zelfs aan de westkust van de latere Verenigde Staten worden restanten van een (vermoedelijk) Chinees schip gevonden. In China begint men ook buskruit te gebruiken. Tegelijkertijd worden in Japan zwaarden gemaakt door flinterdunne platen metaal vele malen te vouwen – de zwaarden van de samoerai zijn nog steeds wereldberoemd.
In Midden- en Zuid-Amerika vestigen de Inca's, de Maya's en de Azteken enorme koninkrijken. Zij bouwen gigantische steden en tempels uit steen en goud, veroveren het halve continent met vlijmscherpe zwaarden van hout en slingers van steen en liaan. De rijken bouwen zichzelf uit tot militaire imperia en handelsgrootmachten, met administraties die bijgehouden worden met uiterst geraffineerd boekhoudingen van kralen die aaneengevlochten zijn tot complexe kettingen. Posities van kralen zijn hierin significant, maar ook kleuren van kettingen, waardoor een ketting een zeer omvangrijke administratie kan bevatten.

### Europese renaissance
De uitvinding van de drukpers in Europa betekent een ware cultuurverandering. Waar in de middeleeuwen boeken moesten worden overgeschreven (monnikenwerk), daar konden velen goedkopere boeken lezen. Voor 1500 waren in minder dan 50 jaar al meer dan 20 miljoen boeken gedrukt. Boekdrukkunst bestond al eeuwen in China, maar heeft daar weinig gevolgen gehad. Dankzij de kruistochten was het islamitische corridor om Europa weer op en konden steden als Venetië weer rijk worden door handel. Hernieuwde inzichten in astronomie en wiskunde zorgden voor een versnelling in de technologische ontwikkeling – met verdubbelde snelheid nadat de Moren uit Spanje verdreven worden en het geheel van Grieks/Romeinse/Arabische wetenschappelijke en technologische kennis in handen valt van Europese grootmachten. In het Ottomaanse Rijk gebeurt echter het tegenovergestelde. Omdat de Koran te heilig is om te laten drukken, wordt de boekdrukkunst verboden. De islamitische wereld raakt steeds meer in verval.
Oorlog en handel vuren de technologie aan. Steeds grotere en sterkere belegeringswapens zijn nodig om door de muren van steden heen te breken, steeds betere verdedigingswerken tegen het oprukkende wapentuig. Katapulten worden groter en sterker, of juist lichter en makkelijker te transporteren. Of ingebouwd in muren om als verdedigingswerk te dienen.
Handel die zich steeds meer uitbreidt heeft middelen nodig om te navigeren; sextant, kompas en verrekijker doen hun intrede. En natuurlijk de telescoop en microscoop, want de wetenschap begint zichzelf te ondersteunen met techniek en technologie. In Italië en Spanje worden de eerste universiteiten opgericht.
De herintroductie van het uur en de klok door de franciscaner monniken is het begin van een veel gestructureerder leven waarin weer een economie gericht op de wereld (in plaats van op de hemel) op kan bloeien. Opbloeiende handel brengt het begrip "persoonlijk bezit" weer in omloop. Stadstaten beginnen zich weer te vormen om bestuurlijke grip te krijgen op de handel en gildes worden opgericht om eigen vakmannen te beschermen tegen concurrentie van buiten. Scheepvaart wordt een belangrijke spil van de handel en de snelheid en capaciteit van schepen neemt zienderogen toe. Marco Polo reist af naar China en neemt het buskruit mee terug. Op zoek naar goud reist Christoffel Columbus naar de nieuwe wereld.
Het kanon en de wereldomspannende handel brengen de ontwikkeling van maatschappij – en daarmee van de technologie – in een stroomversnelling. Met het kanon en de middelen om snel troepen en legers in stelling te brengen, wordt het voor heersers mogelijk om te gaan denken in grotere termen dan een stad of een koninkrijk. Spanje en Portugal beginnen de wereld te koloniseren, Spanje wordt het eerste land ter wereld waar de zon nooit onder gaat. Verzet tegen de macht van Spanje en de katholieke kerk is het begin van de opkomst van nieuwe landen en militaire grootmachten, met name Engeland en de Republiek der Zeven Verenigde Nederlanden.
De Tachtigjarige Oorlog wordt bevochten met het nieuwste van het nieuwste op wapengebied. Harnassen hebben afgedaan, de eeuw van het kanon en het musket is aangebroken. Het beroep van sappeur ontstaat – het is nu mogelijk om stadswallen gewoonweg op te blazen. En de Geuzen maken handig gebruik van het Nederlandse landschap, dat alleen bij de gratie van dijken en dammen bestaat: het lek steken van de dijken wordt ook een wapen.
De opkomst van de Nederlandse Gouden Eeuw was niet mogelijk geweest zonder de technologische ontwikkeling van de windmolen en polders, vernieuwingen aan zeilschepen en andere zaken. Vanaf 1580 begint Amsterdam zich op te werken tot de rijkste en machtigste stad van de wereld. Het gebied rond Amsterdam wordt ontgonnen door inpoldering, het grootste gedeelte van het huidige Noord-Holland valt droog. Amsterdam bouwt vloten van schepen die de wereldzeeën doorkruisen – schepen met almaar verbeterende rompvormen, zodat ze stabieler in het water liggen en meer vracht kunnen vervoeren. Haar pakhuizen liggen altijd vol met hout en graan uit het oosten, vruchten uit het zuiden, specerijen uit de Oost, tabak uit de West en walvisolie van alle windstreken. De drukpers wordt ingezet voor andere middelen dan alleen de Bijbel; in Amsterdam ontstaat de handelscourant, die bericht over de aan- en afvoer van goederen, de kwaliteit van de oogsten vanuit alle aanvoergebieden en wat nog meer van belang is. Nederlandse, religieuze vrijheid trekt vervolgden van over heel Europa aan, waaronder vaklui uit alle gebieden. Amsterdam wordt een centrum van handel en nijverheid en de eerste fabrieken ontstaan – tinnen goederen, porselein, kunstige weefsels, gouden gebruiksvoorwerpen worden allemaal in bulkaantallen gemaakt. Rijke families in Amsterdam zijn zo rijk dat als er geen grond beschikbaar is voor nieuwe pakhuizen, ze hun eigen eilanden aan kunnen laten leggen voor pakhuizen. Voor het eerst worden de binnenvaartwegen ook uitgebaggerd.
Ondertussen groeit Londen uit tot de eerste stad sinds de val van het Romeinse Rijk met meer dan een miljoen inwoners. Ze is ook de eerste, Europese stad sinds Rome met straatverlichting.

### 1770 tot 1850
Midden de achttiende eeuw breekt een geheel nieuw tijdperk aan. Handel wordt gedreven over heel het Europese continent heen en tussen thuislanden en koloniën. Het laatste restant van de middeleeuwen en de renaissance is het bestaan van stadsgilden. Om hun macht te breken, beginnen handelaren productiemiddelen op te zetten op het platte land – met name kleine weverijen op het boerenland met een weefgetouw zijn populair. Deze weefgetouwen maken het mogelijk om snel grote hoeveelheden stof te maken, die de handelaren in de steden kunnen invoeren. Hetzelfde gebeurt met half-gemechaniseerde productie van andere zaken. De gilden verdwijnen en maken plaats voor fabrieken die op grotere schaal hun taken overnemen.
Sinds begin de achttiende eeuw komen de eerste stoommachines in gebruik, vanaf 1777 de betrouwbare versies ervan van James Watt. Met de introductie van de stoommachine worden grote hoeveelheden energie makkelijk inzetbaar en barst de industriële revolutie los. Als Joseph-Marie Jacquard het volautomatische weefgetouw uitbrengt, is er geen weg meer terug. Stoomgedreven schepen vervoeren mensen over al de wereldzeeën, stoomlocomotieven dragen mensen het land over. Fabrieken raken meer en meer geautomatiseerd. Mensen trekken naar de steden om er werk te zoeken.
Pas in 1772 wordt het begrip technologie voor het eerst gebruikt, door Johann Beckmann, een Duitse professor in de economie.
De angst voor technologie resulteerde ook in luddisme, het vernielen van machines die de traditionele manier van werken bedreigden.

### 1850 tot 1900

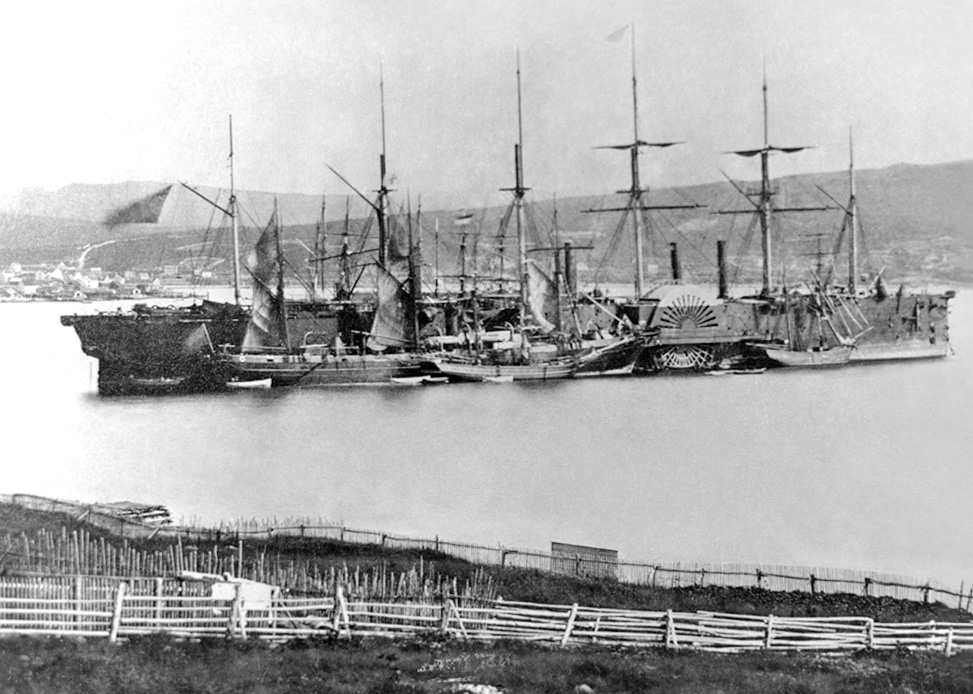
De Great Eastern legt in 1866 de eerste trans-Atlantische telegraafkabel.

De technologische kennis neemt een zodanig hoge vlucht dat er specialisaties ontstaan: de werktuigbouwkundige, chemicus en landbouwkundige verschijnen op het toneel. Een gestructureerde, wetenschappelijke aanpak om de ontwikkelingen gericht voort te stuwen ontbreekt echter nog.
Dat wil echter niet zeggen dat er niets gebeurt. De telegraaf werd uitgevonden. De mens leert de elektriciteit te beheersen. De eerste steden worden elektrisch verlicht. De eerste rioleringen worden aangelegd in de steden en ook de eerste waterleidingen. De tram wordt uitgevonden.
Op het gebied van wapentuig wordt het meerschotsgeweer uitgevonden en ook de mitrailleur. De verdedigingswapens worden enorm veel sterker dan de aanvallende wapens. Tijdens de Amerikaanse Burgeroorlog ontstaan de eerste metalen schepen. De onderzeeër wordt uitgevonden.
Fotografie doet zijn intrede.
De eerste auto wordt uitgevonden. De telefoon doet zijn intrede. Kort voor de eeuwwisseling maakt een Fransman de eerste vlucht met een motorgedreven luchtballon.
De leefomstandigheden die ontstaan in de steden rond de nieuwe fabrieken inspireren Karl Marx tot het schrijven van Das Kapital. De kritiek op de technologie brengt het socialisme voort.

### 1900 tot 1950

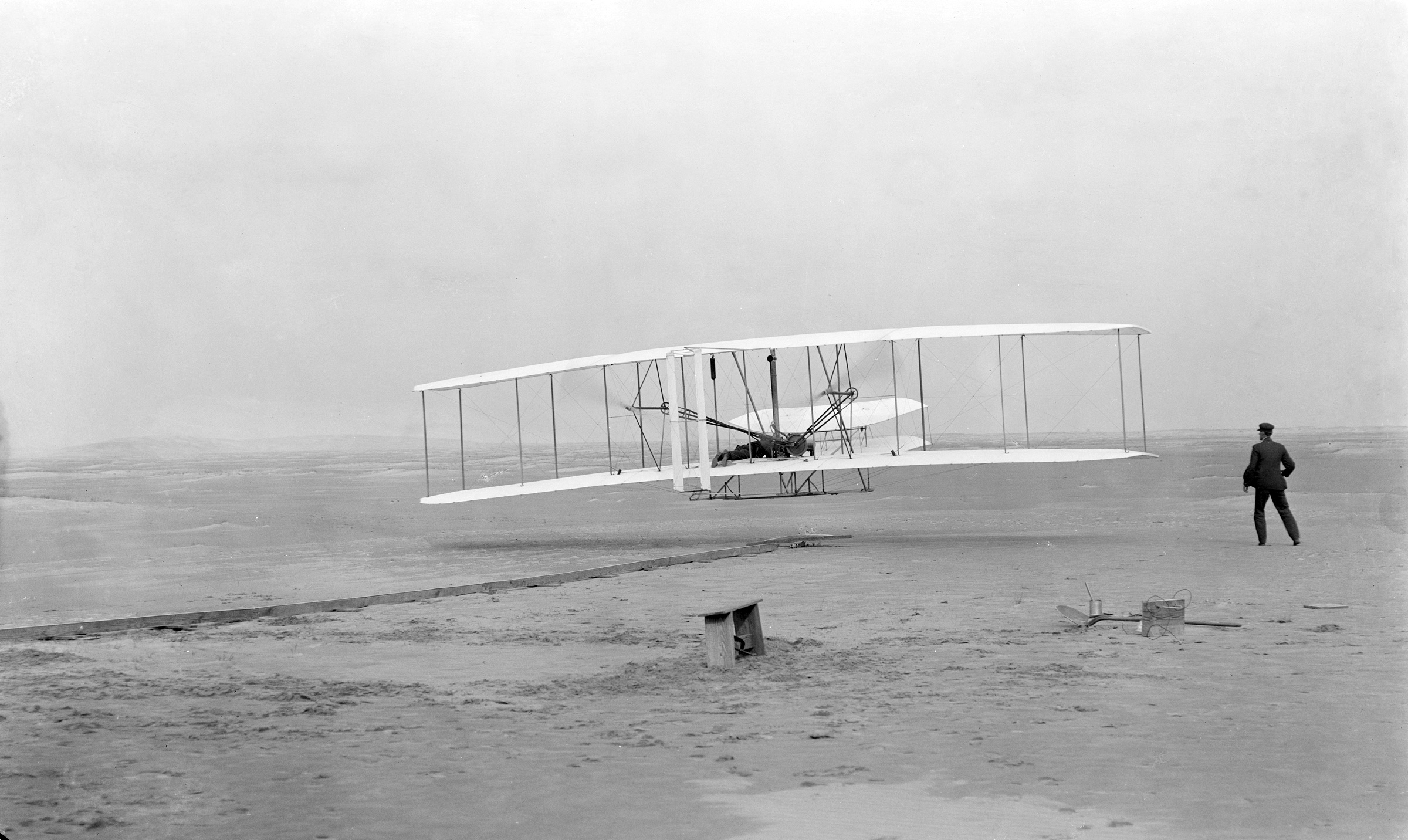
Eerste vlucht van de gebroeders Wright op 17 december 1903.

In 1903 bracht Branobel de Vandal in de vaart, het eerste dieselmotorschip en ook het eerste dieselelektrische schip. Hoewel het tot de oliecrisis van 1973 zou duren voordat er afgestapt werd van het gebruik van stoomturbines op grote schaal, was dit het begin van het einde van het stoomtijdperk.
Het vliegtuig wordt uitgevonden.
Productiemiddelen worden grootschaliger. Henry Ford introduceert de lopende band, waardoor machines zoals auto's en vliegtuigen razendsnel in grote aantallen beschikbaar komen. Motoren verbeteren aanzienlijk en voertuigen als tanks worden geïntroduceerd. De televisie wordt uitgevonden.
De moderne torpedo doet zijn intrede.
De chemische industrie ontdekt hoe rubber te vulkaniseren, andere kunststoffen te maken en olie te produceren uit kolen. Mensen gaan koken op gas.
In de Eerste Wereldoorlog worden op grote schaal strijdgassen ingezet. De Geneefse Conventie wordt ondertekend om onder meer dit soort wreedheden de kop in te drukken.
In 1932 wordt de geneeskunde in een klap van kunst tot wetenschap: penicilline wordt uitgevonden.
Philips introduceert rond 1930 het eerste, elektrische scheerapparaat.
Tussen 1940 en 1945 wordt de wereld verscheurd door de Tweede Wereldoorlog. Voor het eerst worden in een oorlog op grote schaal vliegtuigen en tanks ingezet. Artillerie is inmiddels in staat om binnen enkele uren een stad tot puin te reduceren. Gedreven door strijdnoden worden onder meer de volgende zaken uitgevonden:
- de radar
- de computer
- de straalmotor
- de raket
- de sonar

Filmcamera's leggen de grote momenten van de strijd vast.
De vraag wie de grootste bom kan maken wordt in 1945 beslist. In de voorgaande jaren hebben de Amerikanen de knapste koppen op het gebied van de elementaire natuurkunde voor zich aan het werk gezet. Op 6 augustus zetten zij het resultaat van dit wetenschappelijk geweld in tegen Japan; het nucleaire tijdperk begint.
In 1947 doorbreekt Amerikaans luchtmachtkapitein Chuck Yeager de geluidsbarrière in de X-1.

### 1950 tot 1975

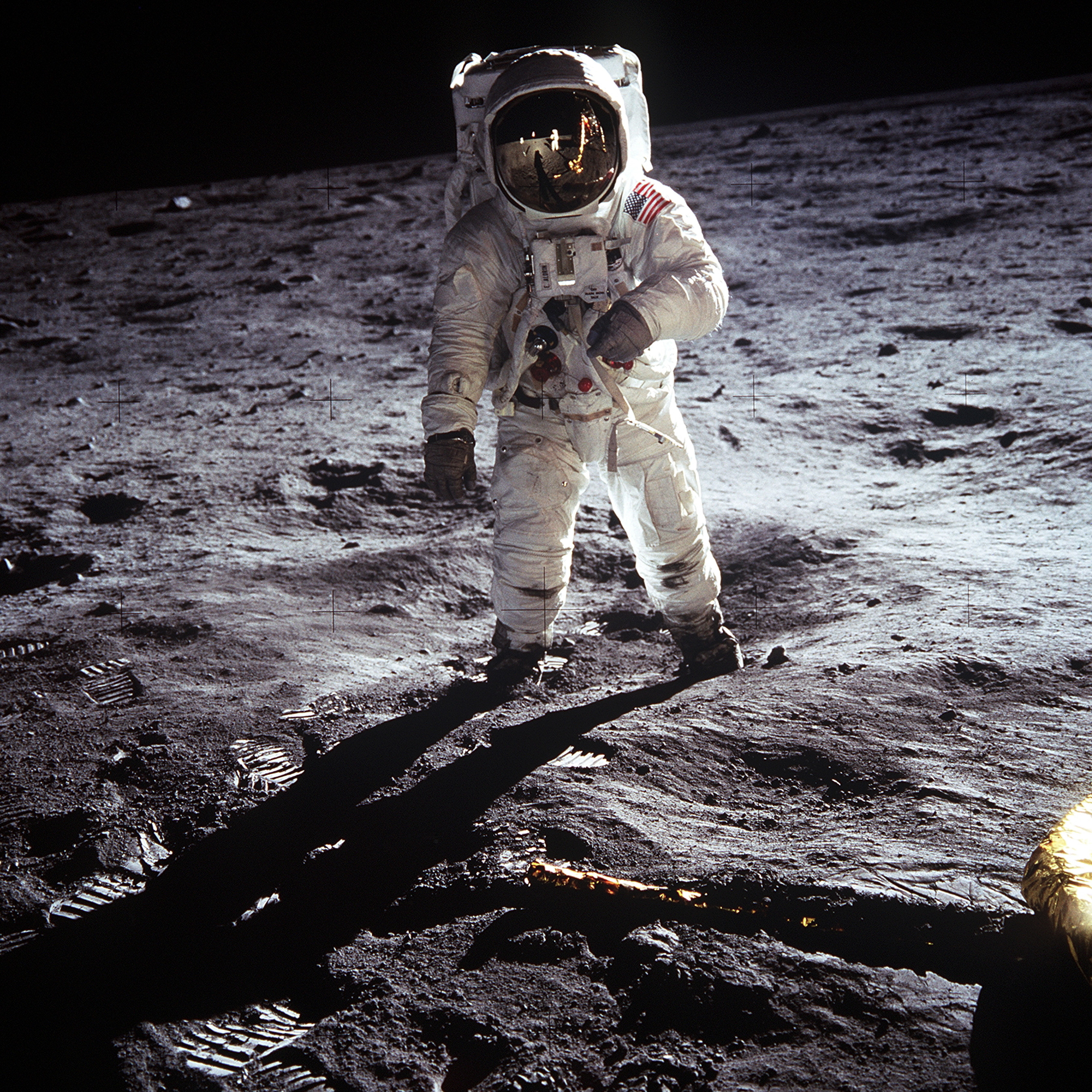
Buzz Aldrin op de maan tijdens Apollo 11 in 1969.

In 1952 is de eerste, trans-Atlantische televisie-uitzending: de kroning van koningin Elizabeth II.
In 1953 wordt Nederland getroffen door een watersnood. Het is de aanleiding voor het opzetten van een immens, nationaal project: de afdichting van de Schelderivieren. Het project zal uiteindelijk leiden tot het vestigen van Nederland als wereldexpert op het gebied van waterhuishouding.
In 1957 huivert de Westerse wereld als de Spoetnik de eerste kunstmaan van de Aarde wordt. Het ruimtetijdperk is begonnen.
In 1958 maakt Jack Kilby de eerste geïntegreerde schakeling. Een jaar later volgt Robert Noyce.
In 1961 vliegt de eerste mens in de ruimte. In 1969 staat de eerste mens op de maan. In de tussentijd vliegen de grote luchtmachten ter wereld allemaal met straaljagers en is de jumbojet uitgevonden. Kunstmatige satellieten maken het mogelijk televisiebeelden de hele wereld over te sturen.
Tegelijkertijd woeden oorlogen in Korea en Vietnam. De eerste oorlog leidt tot de partitie van het land in tweeën. De tweede is de eerste oorlog die op televisie uitgevochten wordt. Terwijl de wereld kennis maakt met napalm, zorgen de aanhoudende beelden van Amerikaanse lijken en lijkkisten ervoor dat de populariteit van de oorlog zienderogen daalt. Aanhoudende protesten zorgen ervoor dat de Verenigde Staten zich terugtrekt uit Vietnam.

### Na 1975
De tijd na 1975 is zonder enige twijfel de tijd van de hoogwaardige technologie: "high-tech" technologie die het beeld van technologie bepaalt voor veel mensen. Het begin van de hoge vlucht is rond 1975, als Gordon Moore zijn eerste processoren op de markt brengt. Hoewel ze niet echt veel voorstellen, begint een hobbyist al snel een bedrijfje dat rond de chips van Moores bedrijf Intel "computers voor de huiskamer" aanbiedt – aansprekend voor amateur-elektrotechnici, die computers alleen nog maar kennen van de kamergrote machines die sinds de jaren 40 ontwikkeld zijn.
Daarna gaat het snel. Steeds kleiner wordende transistoren maken dat steeds meer mogelijk is. Digitale horloges doen hun intrede, computers worden populair – eerst onder hobbyisten, later als kantoorapparaten. Radio's worden kleiner en kleiner, daarna draagbaar. Een grote kast met transistorbuizen uit 1930 die een lokaal station kon ontvangen wordt een wereldontvanger ter grootte van twee pakjes boter. De introductie van software om computers te bedienen en later om met hardware te integreren vuurt de technologische vernieuwingen aan – software maakt het makkelijk om veel mogelijkheden in simpele en dus goedkope hardware te proppen.
In 1991 breekt het internet door. De computerrevolutie verandert in een mum van tijd in een communicatierevolutie. E-mail en world wide web over modems escaleren tot hogesnelheidsnetwerken om software, databestanden en berichten uit te wisselen. Kon men al steeds sneller berichten van over de hele wereld ontvangen via de televisie en radio, nieuwe media maken interactie mogelijk – of maken het mogelijk om persoonlijke contacten op te bouwen over heel de wereld. Een recente stap in de elektrotechnische vernieuwing is die van de mobiele telecommunicatieapparatuur. Het begin is de mobiele telefoon, waarin al snel computer en (video)camera geïntegreerd worden – de link met het bestaande communicatienetwerk.
Tegelijkertijd vinden enorme vooruitgangen plaats op het gebied van natuurkunde, scheikunde en biologie. Ziekten worden overwonnen, de ruimte wordt verkend, het menselijk genoom in kaart gebracht. Nieuwe materialen maken het mogelijk om lichtere voertuigen en gebouwen te fabriceren die ook nog eens sterker zijn dan oudere constructies.
Op het gebied van de energiehuishouding vindt, met name in Europa, een beweging plaats in de richting van de groene of duurzame energie – energie die opgewekt is uit energiedragers waarin de energie in de laatste dertig jaar vastgelegd is (of die pas in de laatste dertig jaar beschikbaar is gekomen). Er worden aanzienlijke stappen gezet op het gebied van de opwekking van energie uit bronnen als licht, water en wind. De zonnecellen worden aanzienlijk verbeterd en de voornoemde schreden op het gebied van de materiaaltechnologie maken het mogelijk om steeds grotere, lichtere en efficiëntere windmolens te bouwen. Er wordt geëxperimenteerd met waterstof als brandstof voor voertuigen.
Een grote en groeiende rol wordt gespeeld door wetenschappen die ontstaan zijn op het grensgebied tussen een aantal wetenschappen. Informatica brengt wiskunde en elektrotechniek tezamen in de computer, milieukunde bestrijkt biologie, natuurkunde, scheikunde en economie, biochemie spitst scheikunde, biologie en medicijnen toe op het bestuderen en genezen van levende wezens.
De voortschrijdende elektrische technologieën maken dat de robotica tot leven komt uit het stripboek. Robots worden kundiger en betrouwbaarder, kunnen ingezet worden om zware of moeilijke taken uit te voeren. Nanotechnologie – het beheersen van materie op moleculaire schaal – doet zijn intrede.

## Beschouwing
Een bijzonder fenomeen van deze tijd is de "democratisering" van de technologie. In eerdere periodes werden mensen in groten getale vooral beïnvloed door de technologie, maar hadden zij er geen directe invloed op; fabrieken brachten een volksverhuizing naar de steden teweeg, maar de mensen bestuurden de fabrieken niet. Enkel de rijke eigenaren of de overheden bestieren de technologie. Het was wel mogelijk om, met massaal protest, een ommekeer te forceren. Maar pas in de laatste decennia is het zo dat technologie bijzonder wijd verspreid raakt en wel onder de directe controle van Jan en alleman. Het nieuwste van het nieuwste (met name in de telecommunicatie) is beschikbaar voor iedereen, iedereen kan aansluiting zoeken bij de grote trends op het gebied van interactieve media of gebruikmaken van het beste dat de medische wetenschap de mens in nood (of wens) te bieden heeft. Uiteraard geldt dit niet voor gebieden die niet algemeen interessant zijn – niet iedereen wil een enorme megatoren laten bouwen.
Het is belangrijk hier het onderscheid te maken met eerdere periodes. Hoewel auto's en ovens al veel eerder algemeen beschikbaar waren, werden ze pas algemeen beschikbaar toen deze zaken gevorderd waren van het technologische tot het technische stadium. Pas sinds kort kan iedereen meedoen met de opkomst van nieuwe technologie (in zekere gebieden) in het technologische stadium en invloed uitoefenen op de vormgeving van de technologie en latere techniek. En niet alleen in wetenschappelijke zin – de uitwisseling van bestanden over het internet heeft bijvoorbeeld in deze periode een discussie aangewakkerd over de voortgaande vorm en waarde van klassieke ideeën over zaken als auteursrechtelijke bescherming.
Meer en meer wordt de technologie iets waar de maatschappij als geheel bij betrokken is. Vraag naar medische zorg, verzorging of medische luxe (plastische chirurgie, Viagra), deelname in overleg- en beslisstructuren die opengelegd worden door nieuwe communicatietechnologie, de vraag naar energie die milieu spaart, maken dat de technologie een aandrijver wordt van een veranderende maatschappij. Maar ook onderdeel van de verandering, naarmate de technologie zich weer aanpast aan de wisselende wensen van de maatschappij in constante beweging.

## Geschiedenis naar soort techniek
- Geschiedenis van de auto
- Geschiedenis van de computer
- Geschiedenis van het internet
- Geschiedenis van de luchtvaart
- Geschiedenis van de raket

## Gerelateerde onderwerpen

### Belangrijke uitvindingen
- Auto (1871)
- Batterij (elektrisch) (1748)
- Bellenvat
- Bliksemafleider (1752)
- Boek (document)
- Centrifuge
- Cyclotron (1929)
- Diode (1904)
- Diskette
- Elektrische stoel
- Glasblazen
- Kaars
- Kanon
- Katoen
- Laterna Magica (1659)
- Leidse fles (1746)
- Maagdenburger halve bollen
- Maliënkolder
- Microscoop (1595)
- Olieverf
- Papier – Celstof
- Polaroidcamera (1948)
- Radio
- Schrift
- Schrijfmachine (1867)
- Siliciumcarbide
- Spinning Jenny (1764)
- Spoorstroomloop (1872)
- Stoomlocomotief George Stephenson in 1814
- Stoommachine door James Watt in 1769
- Telegrafie (1803)
- Thermometer
- Transistor
- Vandegraaffgenerator
- Viertaktmotor (1876)
- Zuil van Volta

### Belangrijke wetenschappers uit de geschiedenis
Belangrijke wetenschappers waren onder meer:
Pythagoras, Euclides, Roger Bacon, Copernicus, Galileï, Leonardo da Vinci, Isaac Newton, Antoni van Leeuwenhoek, Christiaan Huygens, Gottfried Wilhelm Leibniz, Charles Darwin, Albert Einstein, Georges Lemaître, Niels Bohr, Robert Goddard, Wernher von Braun, Stephen Hawking en Willem Kolff.
Zie ook:
- Lijst van biologen
- Lijst van geschiedkundigen
- Lijst van meteorologen
- Lijst van natuurkundigen
- Lijst van scheikundigen
- Lijst van theologen
- Lijst van wiskundigen

### Moderne wetenschap en techniek
- Tijdlijn van de ruimtevaart (1895-1959)
- Tijdlijn van de ruimtevaart (1960-1962)
- Tijdlijn van de ruimtevaart (1963-1969)
- Tijdlijn van de ruimtevaart (1970-1979)
- Tijdlijn van de ruimtevaart (1980-1999)
- Tijdlijn van de ruimtevaart (2000-2009)
- Lijst van bemande ruimtevluchten

### Prijzen
- Nobelprijzen:
  - Nobelprijs voor de Natuurkunde
  - Nobelprijs voor de Scheikunde
  - Nobelprijs voor de Fysiologie of Geneeskunde
  - Nobelprijs voor de Economie
- Prijs voor informatici:
  - A.M. Turing Award
- Prijzen voor wiskundigen:
  - Fieldsmedaille
  - Abelprijs
- Buys Ballotmedaille (meteorologie)
- Spinozapremie (Nederlandse wetenschapsprijs)